# Església de la Mare de Déu d'Ushguli
L'església de la Mare de Déu d'Ushguli (en georgià: უშგულის ღვთისმშობილის სახელობის ეკლესია), coneguda també com a església Lamaria d'Ushguli (უშგულის ლამარია), és un edifici medieval de l'Església ortodoxa georgiana situada a l'altiplà nord-oest de la província georgiana d'Alta Svanètia, ara part del municipi de Mestia, a la regió de Samegrelo-Zemo Svaneti (Geòrgia). És una església de saló simple, amb un absis sortint i una girola. L'interior conté dues capes de frescs medievals, en estat de deterioració. Està inscrita en la llista dels Monuments Culturals destacats de Geòrgia.

## Situació

Lamaria, amb el mont Xkhara al fons

L'església està situada als afores del llogaret muntanyós de Zhibiani, part de la unitat territorial d'Ushguli, al municipi de Mestia. Zhibiani és un dels llocs habitats permanentment més alts d'Europa, situat a 2.100 sobre el nivell de la mar. L'edifici encapçala un pujol sobre el poble, amb el rerefons dels 5.193 metres d'alçada del mont Xkhara. Està envoltada per un mur de pedra baix i defensada per una torre Svan a l'extrem oest.

## Història

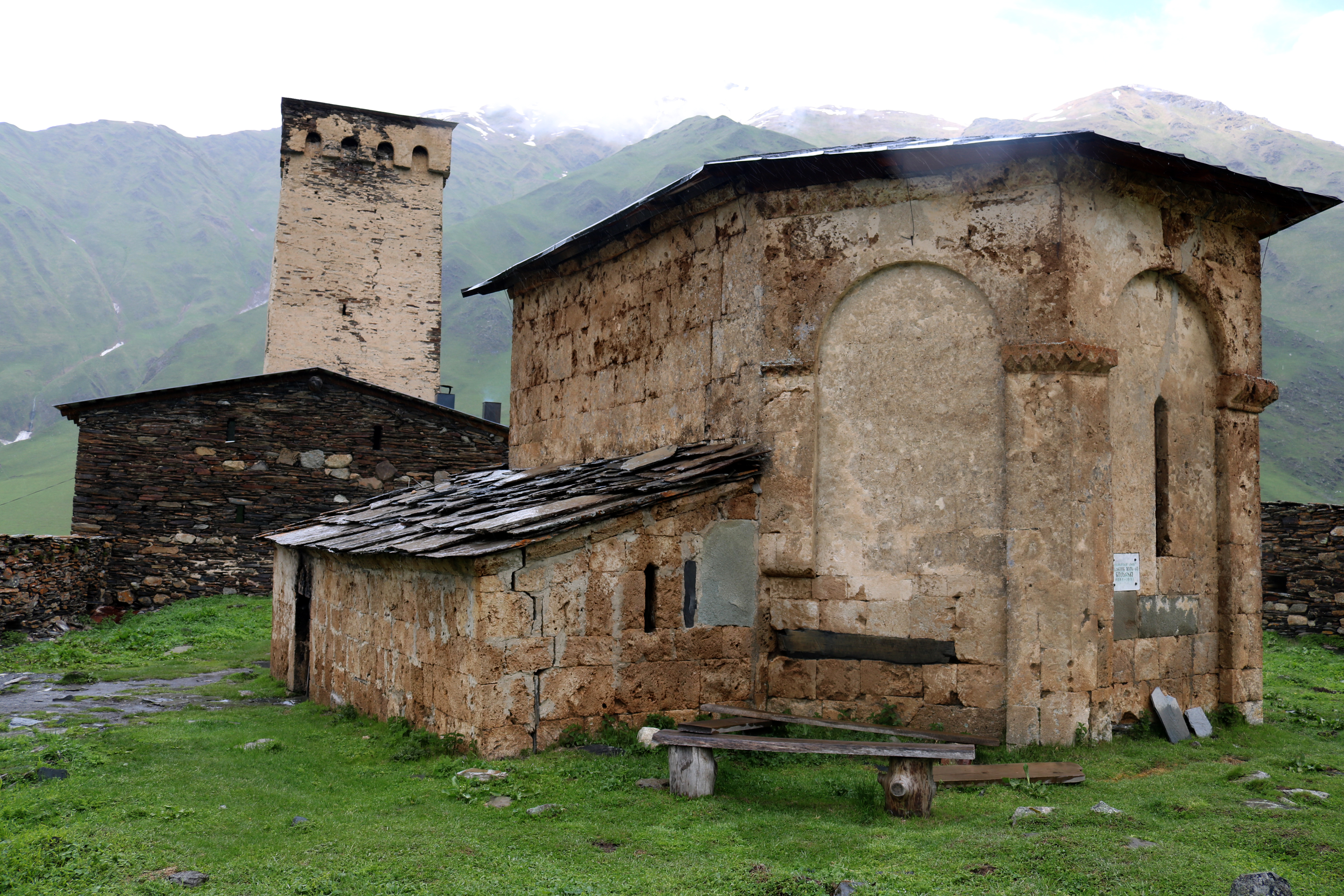
Vista exterior de l'església de la Mare de Déu d'Ushguli

L'església de Lamaria no apareix als registres històrics. A jutjar per les seves característiques arquitectòniques, data del segle IX o X. Està dedicada a la Dormició de la Mare de Déu. «Lamaria» és un nom aplicat pels muntanyesos svaneties a Maria, mare de Jesús, la veneració de la qual es va sobreposar a l'antic culte precristià de «Lamaria», una deïtat femenina de la maternitat i la fertilitat.
Segons una llegenda local, l'església de Lamaria va ser escenari de l'assassinat del noble Puta Dachkelani, un Dadeshkeliani, que va intentar imposar el seu govern sobre la gent lliure d'Ushguli. La llegenda diu que tot el llogaret va ajudar a estirar d'una corda lligada al gallet d'un mosquet, dividint per tant la responsabilitat de l'assassinat. Es diu que les peces de roba de Puta es van conservar a l'església durant molt de temps.
L'església tenia una col·lecció de dotzenes d'articles eclesiàstics (manuscrits, icones, creus i diversos estris litúrgics) que l'erudit Ekvtime Taqaishvili va catalogar durant la seva expedició a Svanètia el 1910. L'església és funcional i actualment serveix com a seu d'un bisbat ortodox de Mestia i Zemo Svaneti.

## Descripció

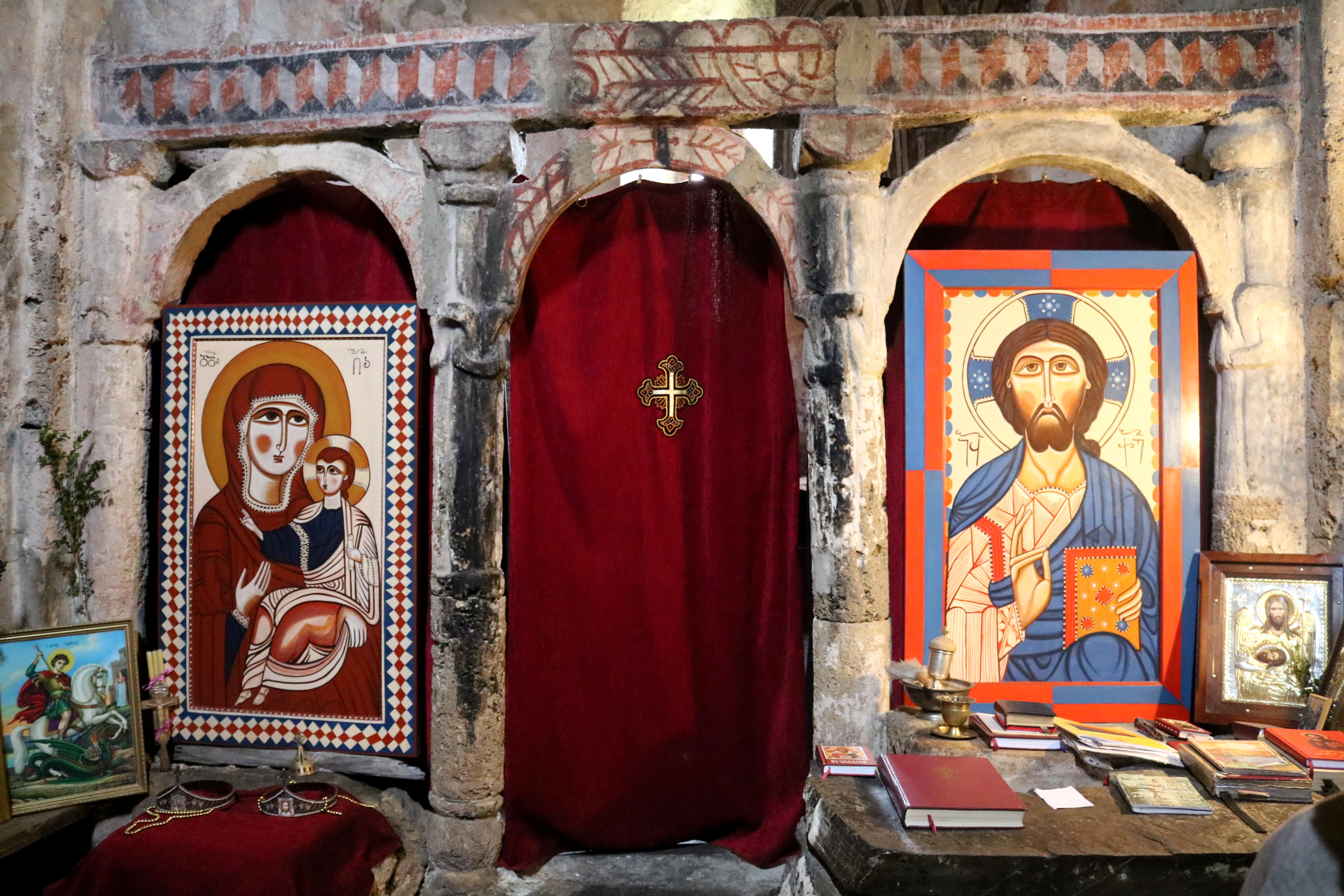
Iconòstasi

l'església consta de planta de saló, amb un absis triangular de manera prominent projectat i una girola relativament gran que embolcalla l'església al sud i l'oest. L'església està construïda amb blocs de pedra calcària curosament treballats. La girola té dues portes, una és una porta d'arc baix tallada en el seu segment sud; l'altra, en la seva porció oest, condueix a la nau. Aquesta última és una sala rectangular oblonga que acaba en un absis semicircular relativament poc profund, col·locat tres petits graons sobre el nivell del terra. L'absis està separat de la nau per un original iconòstasi de pedra de tres arcs. La volta està dividida en dues parts iguals per un arc de suport.

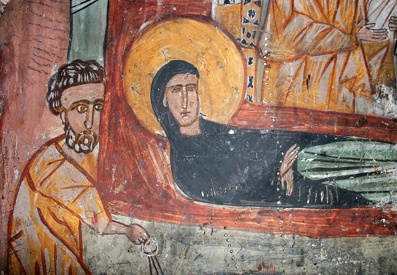
Detall d'un fresc de l'església

Està escassament il·luminada per dues finestres, una a l'absis i una altra a la paret oest. Tant les parets internes com l'iconòstasi estan coberts amb dues capes de frescs ara descolorits, la capa anterior data del segle X i la segona capa pintada és del segle xiii. La girola també va ser pintada al fresc, però només hi sobreviuen fragments de les pintures del segle xiii. L'exterior presenta escasses pedres decoratives. La façana oest té una creu, esculpida en relleu, i una llosa amb una inscripció georgiana de quatre línies, en una escriptura mixta khutsuri-mkhedruli, datada paleogràficament del segle xi i que esmenta una donant, anomenada Gurandukht. L'església també conté diversos grafits, que daten del segle X al XVIII.